# Brachytarsophrys feae
Brachytarsophrys feae е вид жаба от семейство Megophryidae. Видът не е застрашен от изчезване.

## Разпространение
Разпространен е във Виетнам, Китай, Мианмар и Тайланд.

## Описание
Популацията на вида е намаляваща.